# Pardosa sanmenensis
Pardosa sanmenensis là một loài nhện trong họ Lycosidae.
Loài này thuộc chi Pardosa. Pardosa sanmenensis được Yu & Da-xiang Song miêu tả năm 1988.